# FEMS Microbiology Reviews
FEMS Microbiology Reviews es una revista científica de  peer-review que publica artículos de revisión por invitación en el campo de microbiología. La revista fue establecida en 1985, y  es publicado por Oxford University Peess en nombre de la Federación de Sociedades Microbiológicas Europeas. Los editores-en-el jefe son Karin  Sauer, David Blackbourn, y Bart Thomma.

## Acceso
Desde 2015 el nuevo editor Oxford Academics, de la (FEMS), permite el acceso completo pasado un año de la publicación de los artículos. 
En algunos casos bajo la licencia Creative Commons CC-BY-NC permite el uso,  distribución y reproducción no comercial en cualquier medio, siempre que el trabajo original se cite correctamente.

## Extracción e indexación
La revista es indexada en las bases de datos bibliográficas siguientes:
- Academic Search Premier
- Aquatic Sciences and Fisheries Abstracts
- BIOSIS Previews
- CAB Abstracts
- Chemical Abstracts Service
- Embase
- Food Science & Technology Abstracts
- MEDLINE
- Science Citation Index Expanded
- Scopus

Según los Journal Citation Reports, la revista tiene un factor de impacto de 11.524 en 2018, siendo él séptimo de las 133 revistas en la  categoría de microbiología.

## Métricas de revista
2022
- Web of Science Group : 16,408
- Índice h de Google Scholar: 223
- Scopus: 15,315